# Isabella Peters

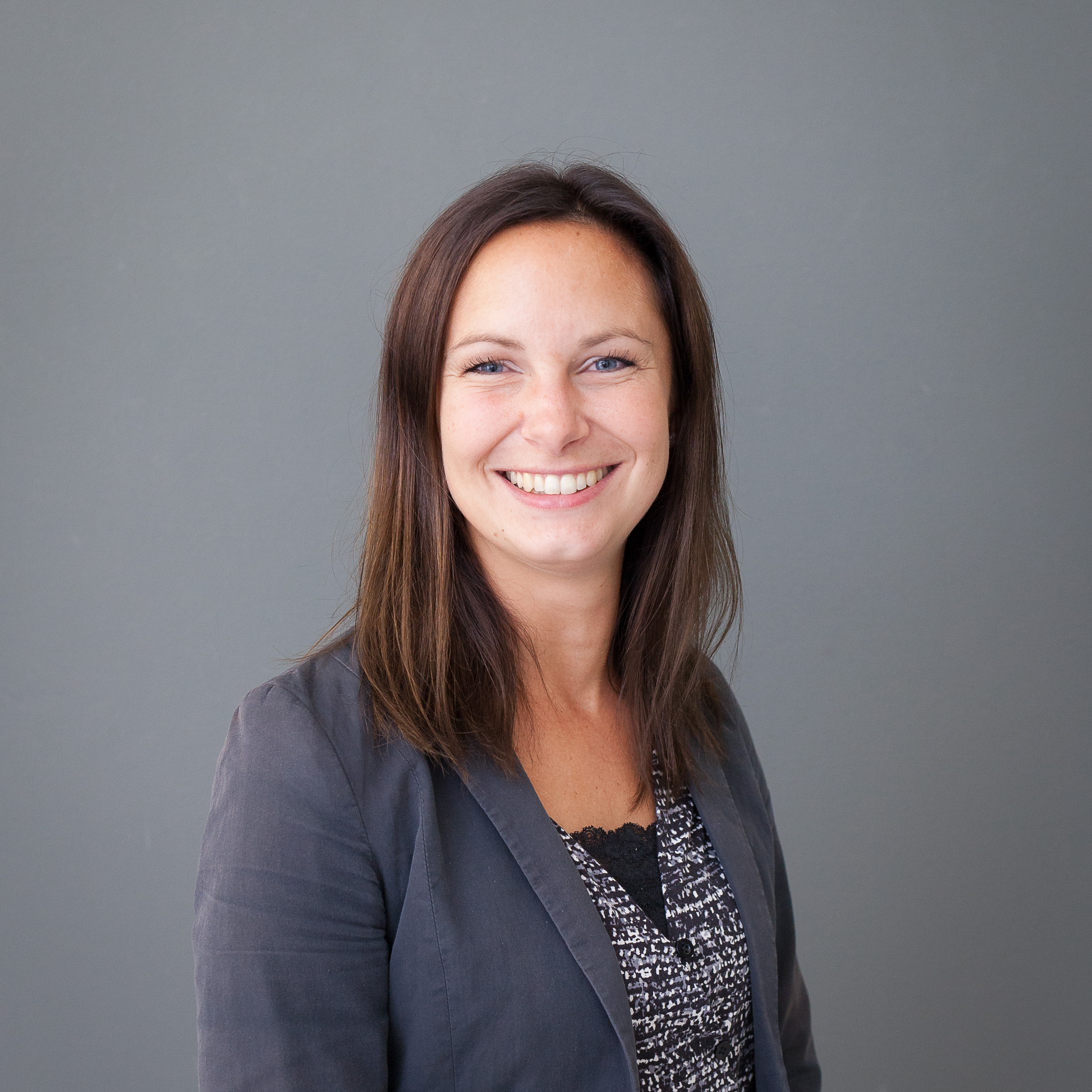
Isabella Peters (2017)

Isabella Peters (* 9. Juni 1983) ist eine Informationswissenschaftlerin.
Isabella Peters studierte von 2002 bis 2007 Informationswissenschaft, Germanistische Sprachwissenschaft, und Neuere Deutsche Literaturwissenschaft an der Heinrich-Heine-Universität Düsseldorf. Ihre Dissertation im Jahre 2009 wurde von Wolfgang G. Stock, dem Lehrstuhlinhaber der Düsseldorfer Informationswissenschaft, betreut. Zwischen 2007 und 2013 war sie wissenschaftliche Mitarbeiterin in der Abteilung für Informationswissenschaft an der HHU Düsseldorf, wo sie zudem in der Nachwuchsforschergruppe Wissenschaft und Internet tätig war.
Seit Oktober 2013 ist sie Professorin im Arbeitsbereich „Web Science“ an der „ZBW Deutsche Zentralbibliothek für Wirtschaftswissenschaften - Leibniz-Informationszentrum Wirtschaft“ in Kiel sowie an der Christian-Albrechts-Universität zu Kiel. Sie ist die erste weibliche Hochschullehrerin an der ZBW.
Die Forschungsschwerpunkte von Peters liegen im Bereich des Social Taggings, nutzergenerierten Contents, der Web Science und Altmetrics.

## Veröffentlichungen
- Folksonomies. Indexing and retrieval in Web 2.0. de Gruyter Saur, Berlin 2009, ISBN 978-3-598-25179-5